# Flashback: The Best of 38 Special
Flashback: The Best of 38 Special è la prima raccolta dei 38 Special uscita nel 1987 per l'etichetta discografica A&M Records.

## Tracce
1. Back to Paradise (Tema da La rivincita dei nerds II) – 3:42
2. Hold On Loosely – 4:39
3. Wild-Eyed Southern Boys (live dal The Summit, Houston, TX, 31 ottobre 1986) – 4:18
4. If I'd Been the One – 3:54
5. Caught Up in You – 4:39
6. Fantasy Girl – 4:04
7. Rough-Housin (live dal The Summit, Houston, TX, 31 ottobre 1986) – 4:10
8. Same Old Feeling – 4:17
9. Back Where You Belong – 4:28
10. Stone Cold Believer (live dal The Summit, Houston, TX, 31 ottobre 1986) – 4:13
11. Teacher, Teacher (dalla colonna sonora di Teachers) – 3:15
12. Like No Other Night – 3:58
13. Twentieth Century Fox (live dal The Summit, Houston, TX, 31 ottobre 1986) – 3:45
14. Rockin' into the Night – 3:56

## Formazione
- Donnie Van Zant - voce
- Don Barnes  - chitarra, voce
- Jeff Carlisi  - chitarra
- Larry Junstrom - basso
- Jack Grondin - percussioni
- Steve Brookins - batteria